# Baħar iċ-Ċagħaq
Baħar iċ-Ċagħaq est une communauté villageoise de Malte d'environ 8 200 habitants, située sur la côte nord de Malte, lieu d'un comité de gestion (Kumitat Amministrattiv), appartenant au conseil local (Kunsill Lokali) d'In-Naxxar compris dans la région (Reġjun) Tramuntana.

## Activités économiques
Elle comprend un parc aquatique, le Splash and Fun Water Park, et un parc à thème marin avec delphinarium, le Mediterraneo Marine Park.

## Sources
- (mt) Alfie Guillaumier, Bliet u Rħula Maltin (Villes et villages maltais), Klabb Kotba Maltin, Malte, 2005.
- (en) Juliet Rix, Malta and Gozo, Brad Travel Guide, Angleterre, 2013.
- Alain Blondy, Malte, Guides Arthaud, coll. Grands voyages, Paris, 1997.